# Coucy-le-Château-Auffrique
Coucy-le-Château-Auffrique é uma comuna francesa na região administrativa de Altos da França, no departamento de Aisne.